# 2023-as aragóniai regionális választás
A 2023-as murciai regionális választást 2023. május 28-án tartották meg, amelynek keretében megválasztották a spanyolországi Aragónia autonóm közösség regionális parlamentjét. A választáson 67 mandátumot osztottak ki. A választás napján Spanyolország 11 másik autonóm közösségében is regionális választásokat tartottak, emellett helyhatósági, önkormányzati választásokat országszerte.

## Választási rendszer
Aragónia parlamentje a  Aragónia Regionális Gyűlése, az autonóm közösség egykamarás törvényhozói szerve. Az 1978-ban életbe léptetett Spanyol Alkotmány, az Aragónia Státuszegyezmény révén olyan jogokkal ruházza fel a a régiót, mint a helyi törvényhozás, regionális elnök megválasztása, valamint a bizalmatlansági indítvány megszavazása.
Általános választójog érvényesül, azon spanyol állampolgárok szavazhatnak akiknek Aragónia régióban van bejelentett lakcíme és betöltötték 18. életévüket. A külföldön élőn aragóniai lakcímmel rendelkező állampolgároknak előre kell regisztrálni a levélszavazásra. A 67 mandátumot D'Hondt-módszernek megfelelően zárt listás, arányos képviseleti rendszerben választják meg. A választókerületek Huesca, Teruel és Zaragoza tartományok méreteivel egyeznek meg. Mindegyik választókerületnek minimum 13 mandátumot kell biztosítani, a többi 28 mandátumot a három választókerület népességarányosan kapja meg, figyelembe véve azt, hogy a legnépesebb és legkevesebb lakóval rendelkező kerület között ne legyen 2,75-szer nagyobb különbség a lakosság számában.

## Háttér
A régió elnöke 2015 Javier Lambán, a Spanyol Szocialista Munkáspárt politikusa. A régióban 2019 óta a Spanyol Szocialista Munkáspárt, Podemos, a baloldali regionális nacionalista Aragónista Unió és az Aragón Párt alkotta baloldali, regionalista, centrista koalíció van kormányon. 2021. novemberében felmerültek pletykák, hogy a régióban is Andalúziához és Kasztília és León régiókhoz hasonlóan előrehozott választásokat fognak tartani. Ennek hátterében az állt, hogy Lambán a régió prosperáló gazdasági helyzetében, kihasználva a  Néppárt gondokkal küzdő regionális szervezetét szavazatokat tudjon szerezni. A terv végül nem sikerült, így maradt az eredetileg megjelölt 2023. május választási dátumnak. 

## Szlogenek
| Párt/Koalíció | Párt/Koalíció | Eredeti szlogen                     | Magyar fordítás                                     | Ref.  |
| ------------- | ------------- | ----------------------------------- | --------------------------------------------------- | ----- |
|               | PSOE          | « El gobierno de la Gente.- »       | "A Nép kormánya!"                                   | [ 2 ] |
|               | PP            | « Aragón Por encima de todo. »      | " Aragónia mindenek felett!"                        | [ 3 ] |
|               | Cs            | « Liberales!»                       | "Liberálisok!"                                      | [ 4 ] |
|               | Vox           | « Cuida tu pueblo» « Cuida lo tuyo» | "Védd a néped!" « Védd ami a tiéd!»                 | [ 5 ] |
|               | Podemos–IU    | « Si se puede. En Aragón podemos »  | "Igen, lehetséges. Aragóniában képesek vagyunk rá!" | [ 6 ] |
|               | PAR           | « 40 anos haciendo Aragón »         | "40 éve Aragóniáért!"                               | [ 7 ] |